# راديكالية

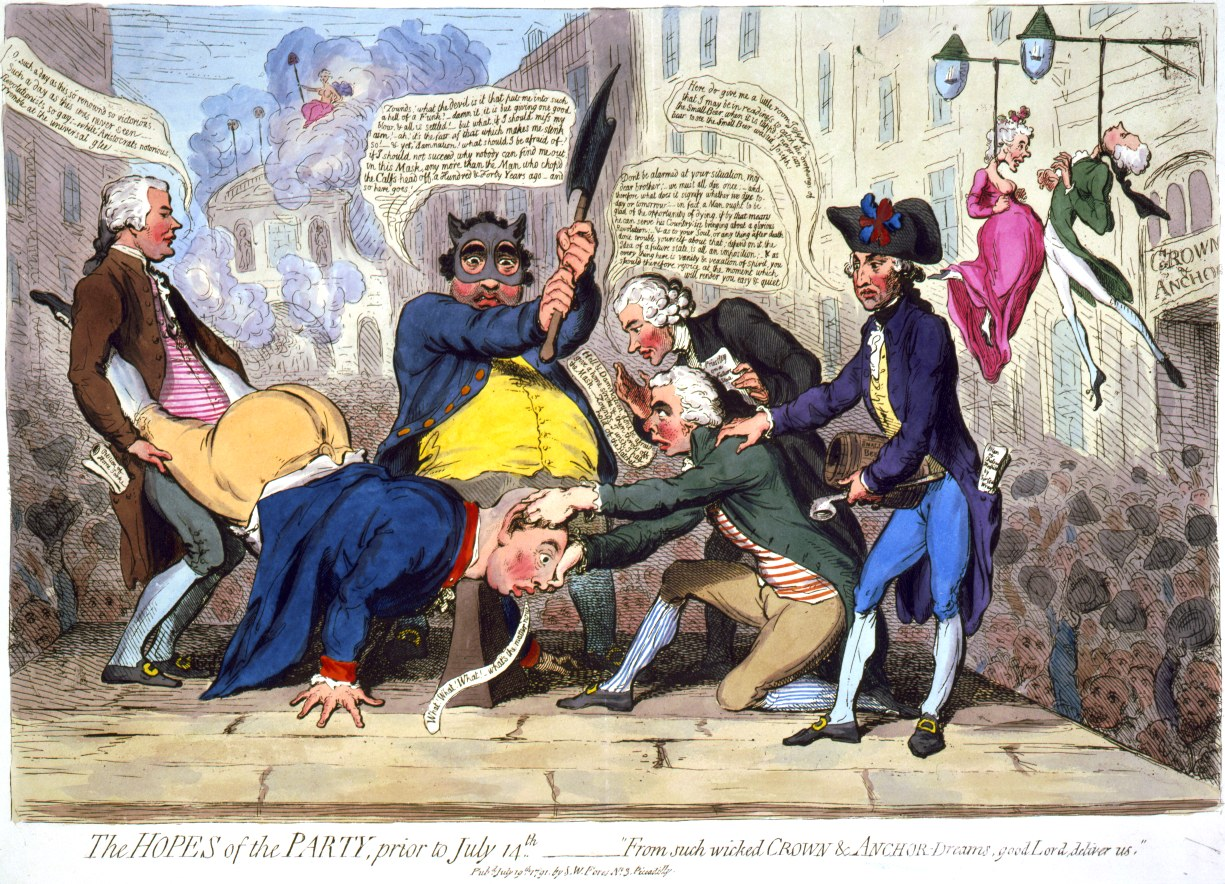
صورة تمثل ظاهرة التغيير الجذري للحكم في فرنسا بعد الثورة الفرنسية(1789-1799م)، وتحول تلك الدولة إلى جمهورية. فاعتبر الكثير من الراديكاليين الأوروبيين الثورة الفرنسية نموذجًا لهم، وسعوا بذلك لتأسيس جمهوريات في بلدانهم في القرن التاسع عشر

يعود مصطلح الراديكالية (من الكلمة اليونانية Radix والتي تعني الجذر) إلى أواخر القرن الثامن عشر وبدايات القرن التاسع عشر، وتعرّف هذه الكلمة مؤيدي الإصلاح الديموقراطي، وهذا ما أصبح بعد ذلك الحركة الراديكالية البرلمانية.
دلّ مصطلح «راديكالي» خلال القرن التاسع عشر في المملكة المتحدة، وفي أوروبا القارية وأمريكا اللاتينية على الإيديولوجيا الليبرالية التقدمية المستوحاة من الثورة الفرنسية. ظهرت الراديكالية تاريخيًا بشكل مبكر مع الثورة الفرنسية والحركات المماثلة المُلهمة في دول أخرى. وقد نمت بشكل بارز في المملكة المتحدة خلال ثلاثينيات القرن التاسع عشر (الميثاقيين) وفي بلجيكا، ثم عبر أوروبا في أربعينيات وخمسينيات القرن التاسع عشر. وعلى العكس من المحافظة الاجتماعية للسياسات الليبرالية السائدة، بحثت الراديكالية عن الدعم السياسي لأجل «إصلاح جذري» للنظام الانتخابي لتوسيع نطاق حق التصويت. وارتبطت أيضًا بالجمهوريانية، والقومية المدنية، وإلغاء الألقاب، والعقلانية، وإعادة توزيع الممتلكات، وحرية الصحافة.
ظهرت الراديكالية في فرنسا في القرن التاسع عشر بمثابة قوة سياسية ثانوية في الأربعينيات، وهي تعتبر اليسار المتطرف في يومنا هذا (على عكس الليبرالية المحافظة اجتماعيًا للجمهوريين المعتدلين، وأنصار الملكية الأورليانيين، ومعاداة البرلمانية لأنصار الملكية الشرعيين والبونابرتيين). لم يكن الراديكاليون الفرنسيون بحلول ثمانينيات القرن التاسع عشر منظمين في ظل هيكل وطني موحد، ولكنهم أصبحوا قوة سياسية مهمة في البرلمان، ووحدوا جهودهم في عام 1901 بتشكيل أوّل حزب سياسي رئيسي خارج البرلمان في البلد، وهو الحزب الجمهوري الراديكالي والاشتراكي الراديكالي، والذي أصبح أهم حزب في الحكومة خلال النصف الثاني (1899 إلى 1940) من فترة حكم الجمهورية الفرنسية الثالثة. شجع نجاح الحزب الجمهوري الراديكالي والاشتراكي الراديكالي الراديكاليين الأشخاص في أماكن أخرى لتنظيم أنفسهم في أحزاب رسمية في مجموعة من البلدان في نهايات القرن التاسع عشر وبدايات القرن العشرين بالتزامن مع وجود الراديكاليين في مناصب سياسية مهمة في سويسرا، واليونان، والبرتغال، وإيطاليا، وإسبانيا، والدنمارك، والسويد، وهولندا، وألمانيا، وأيرلندا، وبلغاريا، ورومانيا، وروسيا. نظّمت الأحزاب الراديكالية الأوروبية حلفها الراديكالي الدولي خلال فترة ما بين الحربين العالميتين.
قلّت الاختلافات التي كانت موجودة بين الراديكالية اليسارية والليبرالية المحافظة مع ظهور الديموقراطية الاجتماعية كقوة سياسية بارزة في حد ذاتها، وانتهت الراديكالية بين عامي 1940 و 1973 في معظم معاقلها الأوروبية، واتخذت دورها وفلسفتها الأحزاب الليبرالية المحافظة والأحزاب الديموقراطية الاجتماعية.

## تاريخ
جذور مفهوم التطرف تعود إلى نهاية القرن الثامن عشر وبداية القرن التاسع عشر أثناء الثورة الصناعية، كل ذلك بدأ بسلوك يعقوبي لبعض الجماعات التي كانت تدعو إلى إجراء تغيير في الهياكل الاجتماعية، من خلال الإصلاحات المطلقة.
لكن العالم اليوم صبغ مصطلح «الراديكالية» بمعنى آخر هو التطرف، وأضاف إليه معنى العنف والإرهاب، وكثيرا ما أشير به الي بعض المسلمين في العصر الحديث، ولهذا قال المستشرق البريطاني «هومي بابا» (أستاذ الأدب في إحدى الجامعات البريطانية) إن: «الراديكالية كلمة ذات دلالات سلبية تلصق بالعالم الإسلامي، مع أن الظاهرة عالمية لا تقصر على ما كان يسمى دول العالم الثالث مثل الهند ومصر، بل وجدت طريقها إلى العالم الأول حيث الراديكالية الإنجيلية على أشدها في الولايات المتحدة الأمريكية مثلاً».
ويقول المؤرخون إن الصحفيين العرب تداولوا (بعد الاجتياح الإسرائيلي للبنان عام 1982) ومن بعدهم الباحثون والمحللون الناطقون بالعربية، مصطلح (الأصولية) على نطاق واسع وذلك ترجمة لمصطلحين غربيين استعملتهما الأوساط السياسية والإعلامية والثقافية في الغرب للإشارة إلى حالة ظهور عدة تيارات وجماعات دينية تتعامل في الشأن السياسي في عدة دول ذات غالبية مسلمة والمصطلحان هما Radicalisme وIntegrisme، في حين أن هذين المصطلحين بما يحملان من دلالات سياسية وفكرية لايعبران تعبيرا دقيقا عما توحي به لفظة (الأصولية) الرائجة حاليا وخاصة ما يتضمنه المصطلح الثاني من معاني الرجعية المعادية لكل تقدم، وهكذا يصبح النعت بالأصولية بمثابة شتيمة سياسية!.
وقد أصبحت الكلمة مرادفة للحياة السياسية عمومًا بحيث أصبحت هناك «أحزاب راديكالية» و«سياسة راديكالية»، و«توجه راديكالي»، و«زعيم راديكالي». ومع انحسار استخدام الكلمة في العالم الغربي تدريجيا بدأت الصحف الغربية ومراكز الدراسات تتحدث عن العالم العربي والإسلامي بهذا المصطلح، مثل وصف الثورة بأنها راديكالية، والفكر الثوري بأنه راديكالي.
وغالبًا ما ترتبط الكلمة بالتيارات الماركسية أو الاشتراكية أو اليمينية المتطرفة، وإن كانت أصبحت أكثر ارتباطًا في الوقت الراهن بالتيارات الإسلامية.

## تطور مفهوم الراديكالية
في فرنسا، بعد أن حولت الثورة الفرنسية (1789-1799م) تلك الدولة إلى جمهورية. وخلال القرن التاسع عشر عَدَّ كثير من الراديكاليين الأوروبيين الثورة الفرنسية نموذجًا لهم، وسعوا بذلك لتأسيس جمهوريات في بلدانهم.
قام العديد من الراديكاليين الأوروبيين بتأسيس الحركة الاشتراكية، وطالبوا بإعادة البناء الكامل للمجتمع. وخلال السنوات الأخيرة من القرن التاسع عشر، انقسمت الحركة إلى قسمين: قسم معتدل وقسم متطرف. وسعى الاشتراكيون المعتدلون إلى التغيير من خلال الإصلاح التدريجي، أما الاشتراكيون الراديكاليون فقد أصروا على أن الثورة فقط هي الكفيلة بإصلاح المجتمع. ففي روسيا أُطلق على المعتدلين المنشفيك
وعلى الراديكاليين البولشفيك
. وقد استولى البولشفيك على السلطة عام 1917م وأقاموا حكومة شيوعية.

### في الهند
انقسمت أيضًا الحركة الوطنية، فبالرغم من أن معظم الناس كانوا يرغبون في طرد البريطانيين من الهند، إلا أنهم لم يتفقوا على كيفية إجراء التغيير. فاتبع المعتدلون المهاتما موهنداس غاندي، في دعوته للعصيان المدني.
. أما الوطنيون الأكثر راديكالية، فقد كانوا يرون البريطانيين، أعداء يمكن هزيمتهم عن طريق العنف فقط. خلال الحرب العالمية الثانية، (1939- 1945م)، بدأ سوبهاس تشاندرا بوس، زعيم الحزب الراديكالي في المفاوضات مع ألمانيا النازية، ومن ثم قام بتجهيز جيش هندي للقتال جنباً إلى جنب مع اليابانيين وطرد البريطانيين من الهند. إلا أن تلك القوة تعرضت للهزيمة. وبعد انتهاء الحرب، اجتمع المسؤولون البريطانيون، مع القيادات الوطنية المعتدلة، ونالت الهند استقلالها عام 1947م.

### الراديكالية في الولايات المتحدة
في الولايات المتحدة الأمريكية عارض أتباع ألكسندر هاملتون - أول وزير للخزانة- الثورة الفرنسية. وقد استخدموا المصطلح راديكاليون لتعريف أتباع توماس جفرسون، المؤيدين لفرنسا.
وفي السنوات التي سبقت الحرب الأهلية الأمريكية (1861- 1865م) والتي أعقبتها مباشرة، نادى دعاة الراديكالية بالإلغاء الفوري لظاهرة الاسترقاق. أما الراديكاليون الآخرون، فقد طالبوا بتخفيض أسعار الأراضي، وحظر المشروبات الكحولية والإصلاحات الانتخابية وحقوق المرأة. بعد انتهاء الحرب الأهلية، سعى الجمهوريون والراديكاليون، إلى السلام الصعب مع الجنوب المنهزم.
لم يتمكن الراديكاليون الأمريكيون على الإطلاق من تأسيس حزب سياسي رئيسي كما فعل الأوروبيون. وبالرغم من ذلك، فإن الراديكاليين في الولايات المتحدة قد أثروا في السياسات الوطنية من خلال كتاباتهم وأحاديثهم.
أدان مساندو الحركة السوداء خلال الستينيات والسبعينيات من القرن العشرين حركة الحقوق المدنية لأن أهدافها وأساليبها غير راديكالية. وخلال السبعينيات والثمانينيات من القرن العشرين، حرصت النساء الراديكاليات على إسقاط التنظيمات التي يهيمن عليها الرجال. ويسعى المعتدلون للمطالبة بالأجر المتساوي للعمل المتساوي، وإيجاد مدخل لتعديل الحقول المتساوية والمطالبة بدعم الحكومة الفيدرالية لمراكز رعاية الأطفال.

## الراديكالية والليبرالية
تتشارك فلسفتي الليبرالية والراديكالية التنويريتين في هدف تحرير البشرية من التقليدية. لكن يعتقد الليبراليون أنّ فلسفتهم كافية لتوطيد الحقوق الفردية التي تحمي الفرد. أمّا الراديكالية فتبحث عن الإصلاح الاقتصادي/الاجتماعي المؤسساتي، وبشكل خاص الإصلاح الثقافي والتعليمي الذي يسمح لكل مواطن بممارسة هذه الحقوق. ولهذا السبب يمكننا القول إن الراديكالية تجاوزت المطالبة بالحرية، إذ سعت أيضًا إلى المساواة، وهذه هي الكليّة (الشمولية).
مثّلت الراديكالية في بعض البلدان طرفًا ثانويًا ضمن العائلة السياسية الليبرالية كما في حالة حزب الأحرار الراديكالي في إنجلترا. وكان الجناح الليبرالي في بعض الأحيان متشددًا أو عقائديًا، وأكثر اعتدالًا وواقعية في حالاتٍ أخرى.
حصلت الراديكالية في دول أخرى على دعم انتخابي كافٍ بمفردها، أو على نظام انتخابي ملائم، أو شركاء ائتلافيين، للحفاظ على أحزاب راديكالية مستقلة. وهذه الدول هي: ألمانيا وسويسرا (فرايزن)، وبلغاريا، والدنمارك، وإيطاليا، وإسبانيا، وهولندا، بالإضافة إلى الأرجنتين (الاتحاد المدني الراديكالي)، وتشيلي، والباراغواي.
وُجد في بريطانيا في العصر الفيكتوري كلا الاتجاهين: كان الراديكاليون في إنجلترا ببساطة الجناح الأيسر للائتلاف الليبرالي، على الرغم من تمردهم غالبًا عند مقاومة حزب الأحرار المحافظ الاجتماعي في الائتلاف للإصلاحات الديموقراطية. بينما فقد الراديكاليون الأيرلنديون ثقتهم في القدرة على التدرجية البرلمانية لتحقيق المساواة والإصلاح الديموقراطي، وانفصلوا عن التكتل الأساسي لليبراليين، واستندوا إلى جمهورية برلمانية راديكالية ديموقراطية عن طريق الانفصالية والعصيان (التمرد).
لا يعني هذا أنّ جميع الأحزاب الراديكالية كانت مشكلة من ليبراليين يساريين. ففي الأدب السياسي الفرنسي، من الطبيعي وجود فصل واضح بين الراديكالية كقوة سياسية مستقلة ليسار الليبرالية ولكن إلى يمين الاشتراكية. عندما تشكّلت أحزاب يسارية جديدة مع مرور الوقت لمعالجة القضايا الاجتماعية الجديدة، دخل الجناح اليميني الراديكالي في تخاصم مع الأسرة الراديكالية الرئيسية واستُحوذ عليه من قبل الجناح اليساري للأسرة الليبرالية، بينما حصل العكس في بريطانيا وبلجيكا.
كان التمييز بين الراديكاليين والليبراليين واضحًا في محاولتين في منتصف القرن العشرين في إنشاء موقف دولي لأحزاب الوسط الديموقراطية. أنشأ الراديكاليون الفرنسيون في عام 1923/1924 التفاهم الدولي للأحزاب الراديكالية والأحزاب الديمقراطية المماثلة: وقد انضمت إليه أحزاب وسط اليسار في أوروبا، ولم يكن هنالك أحزاب معادلة للديمقراطيات -في بريطانيا وبلجيكا- لذلك سُمح بانضمام الحزب الليبرالي بدلًا من أحزاب الوسط الديموقراطية. لم يجري إصلاح الراديكالية الدولية بعد الحرب العالمية الثانية، وأُسس الوسط اليميني الليبرالي الدولي بدلًا من ذلك، وهو أقرب إلى الليبرالية المحافظة للأحزاب الليبرالية البلجيكية والبريطانية. وقد مثّل هذا نهاية الراديكالية كقوة سياسية مستقلة في أوروبا، على الرغم من احتفاظ بعض الدول مثل فرنسا وسويسرا بأحزاب راديكالية ذات أهمية سياسية في الخمسينيات والستينيات من القرن العشرين.
وفقًا لهذا، تُصنف العديد من الأحزاب الأوروبية في الوقت الحاضر في مجموعة الأحزاب الليبرالية الاشتراكية المتقاربة تاريخيًا للراديكالية، ولذلك يُطلق عليها «الراديكالية-الليبرالية».

## المملكة المتحدة
وفقًا لموسوعة بريتانيكا، فإنّ الاستخدام الأول لكلمة «راديكالي» بالمعنى السياسي يُعزى إلى البرلماني الإنجليزي تشارلز جيمس فوكس قائد الجناح اليساري في حزب الأحرار الإنجليزي الذي انشق عن الحزب الليبرالي المحافظ وكان ينظر بعين الرضا إلى الإصلاحات الراديكالية التي كان ينفذها الجمهوريون الفرنسيون، مثل حق التصويت الجماعي للذكور. وقد أعلن فوكس عن «إصلاحات جذرية أو راديكالية» للنظام الانتخابي. وهذا ما قاد إلى استخدام عام لهذا المصطلح ليحدد كل من يدعم الحركة لأجل الإصلاح البرلماني.
اقتصر في البداية على الطبقات العليا والمتوسطة، وقاد «الراديكاليون الشعبيون» في بدايات القرن التاسع عشر الحرفيون و «الطبقات العمالية» إلى هياج واسع الانتشار في مواجهة القمع الحكومي الشرس. وتَبِع بعد ذلك «الراديكاليون الفلسفيون» حسني السمعة الفلسفة النفعية لجيرمي بنثام ودعموا الإصلاح البرلماني بقوة، ولكنهم اعترضوا على حجج وتكتيكات «الراديكاليين الشعبيين» بشكل عام. وفي منتصف القرن التاسع عشر، انضم الراديكاليون البرلمانيون مع آخرين إلى برلمان المملكة المتحدة لتشكيل الحزب الليبرالي، مما أسفر في النهاية عن إصلاح النظام الانتخابي.

### الأصول
كانت بدايات الحركة الراديكالية أثناء التوتر بين المعسكرات الأمريكية ومعسكرات بريطانيا العظمى، والتي تمثلت بغضب الراديكاليين الأوائل من ولاية مجلس عموم المملكة المتحدة، والتي اعتمدت على أُسلوب حركة ليفلر السياسية والمطالبة بتحسين التمثيل البرلماني على نحو مشابه لها. ظهرت هذه المفاهيم المبكرة للإصلاح الديمقراطي وحتى المساواة أثناء فوضى الحرب الإنجليزية الأهلية وتأسيس الكومنولث الإنجليزي الجمهوري في وقت قصير وسط تجمع من السياسات الغامضة التي تعرف بالليفلرز، ولكن فقدت مثل هذه الأفكار مصداقيتها مع استرداد الملكية الإنجليزية. على الرغم من زيادة الثورة المجيدة في عام 1688 للقوة البرلمانية مع الملكية الدستورية واتحاد البرلمانات التي جمعت إنجلترا واسكتلندا معًا، فقد كان الملك يتمتع بنفوذ كبير على برلمان بريطانيا العظمى حتى نهاية القرن الثامن عشر، وقد سيطرت الارستقراطية الإنجليزية والمحسوبيات على هذا البرلمان.